# Santa Cruz Aparecida
Santa Cruz Aparecida é um Distrito de Minas Gerais, sob jurisdição de Monte Belo  A principal atividade econômica do Distrito esta voltada a cafeicultura. Distante de Monte Belo  14 Km, fazendo divisa com o Municipio de Alterosa.